# Riudovelles
Riudovelles es una localidad española del municipio de Tárrega, perteneciente a la provincia de Lérida, en la comunidad autónoma de Cataluña.

## Historia
Hacia mediados del siglo XIX, el lugar tenía contabilizada una población de 10 habitantes. La localidad aparece descrita en el decimotercer volumen del Diccionario geográfico-estadístico-histórico de España y sus posesiones de Ultramar de Pascual Madoz de la siguiente manera:

RIUDOVELLAS: l. en la prov. de Lérida, part. jud. de Cervera, dióc. de Seo de Urgel, aud. terr. y c. g. de Cataluña (Barcelona), ayunt. de Altet. sit. en llano; su clima es algo frio pero sano. Tiene 5 casas, igl. anejo de Figarrosa, y buenas aguas potables. Confina con la matriz Monroig, Moncortes, Belver y Ostafrancs: en su térm. se encuentra la cuadra de Cavestañ. El terreno es de mediana calidad. prod.: trigo y legumbres. pobl.: 2 vec., 10 alm. riqueza imp.: 10,408 rs. contr.: el 14'48 por 100 de esta riqueza.
(Madoz, 1849, p. 502)

En la actualidad pertenece al municipio de Tárrega. En 2022 tenía empadronados 13 habitantes.